# Закон Яровой
Зако́н Ярово́й (также паке́т Ярово́й или паке́т Яровой — Озерова) — два законопроекта, декларировавшиеся их авторами как имеющие антитеррористическую направленность, были приняты в России в июле 2016 года. В СМИ и общественных дискуссиях закон стали называть именем одного из его авторов — Ирины Яровой. Пакет состоит из двух федеральных законов:
1. Федеральный закон от 6 июля 2016 г. № 374-ФЗ «О внесении изменений в Федеральный закон „О противодействии терроризму“ и отдельные законодательные акты Российской Федерации в части установления дополнительных мер противодействия терроризму и обеспечения общественной безопасности»
2. Федеральный закон от 6 июля 2016 г. № 375-ФЗ «О внесении изменений в Уголовный кодекс Российской Федерации и Уголовно-процессуальный кодекс Российской Федерации в части установления дополнительных мер противодействия терроризму и обеспечения общественной безопасности»

Поправки, вносимые этим набором дополнений в федеральное законодательство, можно условно разделить на следующие части:
- расширение полномочий правоохранительных органов;
- новые требования к операторам связи и интернет-проектам;
- новые требования к перевозчикам-экспедиторам и операторам почтовой связи;
- усиление регулирования религиозно-миссионерской деятельности[3][4].

## История принятия

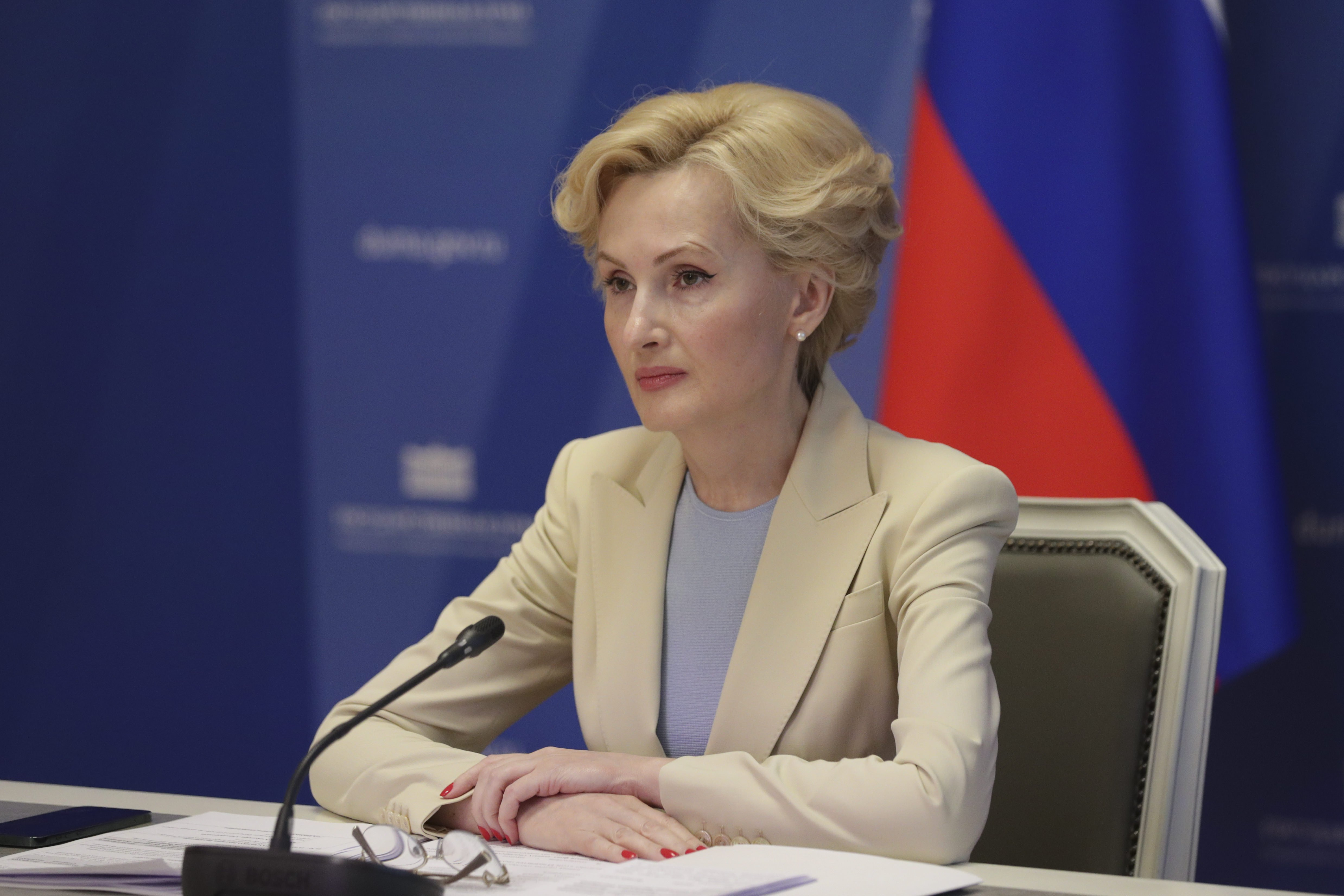
Ирина Яровая

В апреле 2016 года Ирина Яровая вместе с депутатами Госдумы от «Единой России» Алексеем Пушковым, Надеждой Герасимовой и сенатором Виктором Озеровым внесла законопроекты, ужесточающие наказание за терроризм и экстремизм.
13 мая 2016 года законопроект был принят Госдумой в первом чтении, до этого получив одобрение Правительства (потребовавшего лишь доработать пункт касательно операторов связи) и возглавляемого Яровой Комитета по безопасности. 24 июня закон успешно проведен через 2-е и 3-е чтение в Думе. 7 июля 2016 года пакет подписан Президентом РФ В. В. Путиным. В итоговой версии документа, которая была направлена на рассмотрение Совета Федерации, срок хранения данных о фактах передачи информации пользователями был сокращён с трёх лет до одного года.
Большая часть поправок вступила в силу 20 июля 2016 года.
Поправки, дающие Правительству полномочия обязывать операторов связи хранить записи телефонных разговоров, SMS и интернет-трафик пользователей сроком 6 месяцев, должны были вступить в силу 1 июля 2018 года. При этом, как это следует из поправок, указанная информация должна была храниться исключительно на территории России. Однако 19 июля 2016 член Совета Федерации Антон Беляков внёс законопроект о переносе срока вступления в силу этих поправок на 2023 год.
Законопроекты приняты Думой во втором и третьем чтениях 24.06.2016, на последнем пленарном заседании VI созыва. Во втором чтении за проект 1039101-6 получено 276 голосов (61 %), в третьем — 277 (61 %). За проект 1039149-6 — 266 голосов во 2 чтении и 287 в 3 чтении. За проекты проголосовали все представители партии Единая Россия и около 40-50 депутатов партии Справедливая Россия.

## Содержание
Среди нововведений содержатся повышение срока по ряду уголовных статей, введение дополнительных причин для запрета на выезд и въезд, повышение срока хранения операторами мобильной связи информации о фактах приёма, передачи и содержимого голосовой информации и сообщений (от полугода до трёх лет), дозволение следователям получать информацию из электронной переписки, лишение гражданства (убрали из закона) для совершивших террористические и экстремистские действия, введение понятия «акт международного терроризма» и введение уголовной ответственности за недоносительство.
«Пакет Яровой» состоит из двух законопроектов:
- № 1039101-6 «О внесении изменений в Уголовный кодекс Российской Федерации и Уголовно-процессуальный кодекс Российской Федерации в части установления дополнительных мер противодействия терроризму и обеспечения общественной безопасности» (№ 375-ФЗ от 6 июля 2016 г.)
- № 1039149-6 «О внесении изменений в отдельные законодательные акты Российской Федерации в части установления дополнительных мер противодействия терроризму и обеспечения общественной безопасности»[26] (№ 374-ФЗ от 6 июля 2016 г.)

### Уголовный кодекс
Первый законопроект дополнил уголовный кодекс России тремя новыми составами преступления — несообщение о преступлении террористического характера, содействие экстремистской деятельности и совершение акта международного терроризма.

### Хранение интернет-трафика
Второй законопроект обязывает операторов связи хранить звонки и сообщения абонентов за период, определяемый Правительством Российской Федерации (но не более, чем за 6 месяцев) в соответствии с 64-й статьей федерального закона «О связи», а информацию о фактах приема, передачи, доставки и обработки сообщений и звонков — 3 года.
Согласно проекту приказа Минкомсвязи, интернет-компании и сервисы должны хранить и предоставлять спецслужбам: псевдоним, дату рождения, адрес, фамилию, имя, отчество, паспортные данные, языки, которыми владеет пользователь, список его родственников, текст сообщений, аудио- и видеозаписи, адрес электронной почты, дату и время авторизации и выхода из информационного сервиса, наименование программы-клиента.
12 апреля 2018 года правительство РФ подписало постановление о том, что с 1 октября 2018 года операторы связи обязаны хранить в течение 30 суток текстовые, голосовые, видео- и другие сообщения пользователей. Далее оператор обязан увеличивать объем хранения на 15 процентов в год.

### Средства шифрования
Законопроект устанавливает запрет на использование несертифицированных средств кодирования (шифрования). За нарушение этого запрета нарушителю грозит штраф в размере от 3000 до 5000 руб. с конфискацией средств шифрования. В Федеральной службе безопасности уточнили, что обязательная сертификация средств кодирования (шифрования) требуется только при передаче сведений, составляющих государственную тайну, поэтому сертификации систем мгновенного обмена сообщениями (мессенджеров), таких как Telegram, WhatsApp и прочих, при передаче сведений, не составляющих гостайну, не требуется.
Также «закон Яровой» обязывает организаторов распространения информации в интернете декодировать сообщения пользователей. По требованию ФСБ компании должны будут предоставлять ключи к зашифрованному трафику.

### Деятельность религиозных организаций
Закон также накладывает ограничения на деятельность религиозных организаций. В частности, устанавливается закрытый перечень мест, в которых допускается миссионерская деятельность, также вводится запрет миссионерской деятельности в жилых помещениях (кроме проведения религиозных обрядов и богослужений). 
При ведении миссионерской деятельности закон обязывает миссионеров иметь пакет документов, подтверждающих их полномочия. Вводится ограничение на участие иностранцев, въехавших в Россию по приглашению религиозной организации, на миссионерскую деятельность от имени иных религиозных организаций. Вводится запрет на миссионерскую деятельность, направленную против общественной безопасности, общественного порядка, прав и свобод личности и ряда иных целей.
В 2017 году СПЧ РФ критиковал включение регулирования миссионерской деятельности в пакет.

## Оценки
Директор отдела анализа и контроля рисков, информационной безопасности PwC в России Роман Чаплыгин отмечал, что исполнение закона может привести к созданию хранилищ данных с большим объёмом накопленной информации, которые могут стать привлекательной целью для злоумышленников и спровоцировать рост числа кибератак. При этом угрозой конфиденциальности могут стать недобросовестные сотрудники, обладающие доступом к данным.
Пакет законопроектов критиковали Правовое управления Государственной думы[уточнить], Совет по правам человека при президенте РФ (заместитель председателя — правозащитник Евгений Бобров и член — директор информационно-аналитического центра «Сова» и вице-президент и главный редактор информационно-исследовательского центра «Панорама» Александр Верховский), министерства связи и массовых коммуникаций Российской Федерации Николай Никифоров, депутаты КПРФ[кто?] и ЛДПР (в частности В. В. Жириновский), а также интернет-издание Meduza за жёсткость, внесудебность, нарушение прав граждан и регламента.
В «Яндексе» отмечали, что предложения и отзывы отрасли на поправки так и не были учтены.
Американская газета The Wall Street Journal в редакционной статье отмечала, что «новый антитеррористический закон, запрещающий миссионерскую деятельность и неофициальные богослужения» может затронуть все религиозные конфессии России, включая Русскую православную церковь. Хотя издание особо отметило, что «перед его ужасающим воздействием на свободу вероисповедания особенно уязвимы малочисленные конфессии» к которым относит евангелические и харизматические организации, а также мормонов. По данным газеты последних русские националисты именуют «тоталитарной сектой» и «рукой ЦРУ». Редакция издания приходит к выводу о том, что закон Яровой представляет собой «элемент более широких гонений на независимое гражданское общество в России, которые также предполагают новые жёсткие ограничения в отношении иностранных аналитических центров», что по её мнению есть «напоминание, что после краха коммунистического режима России, как это ни трагично, не удалось построить свободное общество».
Российский союз промышленников и предпринимателей предупредил, что закон может привести к «общей деградации интернет-отрасли в России».

## Затраты на реализацию
Авторы законопроекта заявляли, что бюджетных денег для его реализации не потребуется. Как отмечала газета «Ведомости», это вполне возможно в случае, если оборудование для сбора информации закупят операторы, а в центры хранения данных вложатся инвесторы (в роли потенциальных инвесторов упоминались Ростех и Ростелеком).
На реализацию требований «закона Яровой» потребуются следующие затраты:
- Почте России — 500 млрд руб. единовременных затрат на закупку необходимого оборудования и ежегодно по 100 млрд руб. на обслуживание этого оборудования и на зарплаты сотрудникам, занятым выполнением требований этого закона[7];
- другим операторам почтовой связи и логистическим компаниям — до 180 млрд руб., что приведёт к увеличению стоимости доставки товаров и падению количества покупок в интернет-магазинах на 30—40 %[52];
- сотовым операторам — 2,2 трлн руб. (эту сумму указывали руководители МТС, Билайн, Мегафона и Теле2 в письме главе Совета Федерации Валентине Матвиенко[53]), что приведёт к росту стоимости услуг связи для конечных потребителей в 2—3 раза[7]. При этом вся отрасль заработала за 2015 г. около 1,7 трлн руб., а средний ежегодный инвестбюджет у операторов «большой тройки» и «Ростелекома» — около 60—70 млрд рублей[45].
- В Mail.Ru Group («ВКонтакте», «Одноклассники») оценили расходы на выполнение законопроекта в 1,2—2 млрд $[13].

Для сравнения: ВВП России в 2015 году в текущих ценах составил около 80 трлн рублей.
По оценке Эдварда Сноудена, принятие закона обойдётся компаниям в 33 млрд долларов США.
После принятия закона акции российских операторов сотовой связи упали в цене: акции МТС упали на 2,5 %, МегаФона — на 1 %.
За полгода (максимально возможный срок, которым Правительство может в будущем обязать операторов связи хранить информацию) абонентами сотовой связи в России создается порядка 700 млрд минут телефонных переговоров и 50 млрд SMS-сообщений, а также потребляется 6 эксабайт интернет-трафика. Для снижения затрат на хранение записей телефонных разговоров российская компания Spirit предложила алгоритм сжатия этих данных, сжимающий до 1 МБ голосовую запись длительностью 2 часа. Таким образом, при использовании этого алгоритма для хранения 700 млрд минут телефонных переговоров понадобится хранилище ёмкостью около 6 петабайт.
Уже после подписания этого закона Президентом выяснилось, что оборудования, необходимого для хранения таких гигантских объёмов данных, нет не только в России, но и во всём мире. В связи с этим Путин распорядился запустить собственное производство необходимого аппаратного обеспечения. К 1 сентября 2016 года он также поручил проанализировать возможность, сроки и затраты на организацию производства отечественного оборудования и программного обеспечения, нужного для хранения и обработки данных.
Виктор Озеров оценивал ежегодные затраты операторов связи на хранение трафика в 3 млрд руб. Такой вывод он сделал на основе расчётов правительственных экспертов об исполнении закона в Москве (там сумма равнялась 287 млн рублей).
Летом 2017 года рабочая группа РСПП выступила с предложением выбрать, кто будет оплачивать расходы (государство или пользователи). Согласно расчётам организации, реализация закона в нынешнем виде будет означать рост тарифов на услуги мобильной связи на 180 %, на проводной интернет — на 1257 %.
На выполнение требований закона Яровой Билайн в течение 5 лет планировал потратить 45, Мегафон — 35-40, МТС — 60 млрд руб. Агентство Fitch оценивало чистые убытки в 2,5-3,3 % от общей выручки, по сравнению с 2017 годом рост капитальных инвестиций составлял 14-23 %. В июне 2018 года интернет-операторы начали повышение тарифов на 8-10 %, которое оправдывали затратами на закупку требуемого по законопроекту оборудования.

## Хранение интернет-трафика
Соавтор закона Виктор Озеров среди возможных исполнителей указывал Ростех. Дочерняя структура этой фирмы — Национальный центр информатизации, по данным газеты «Ведомости», предлагала создать единый центр хранения и обработки данных, который бы предоставлял операторам связи «соответствующие услуги». Возможными выгодоприобретателями это издание также называло «Ростелеком», предложивший создать систему хранения данных на базе мощностей, которые сейчас используются поисковиком «Спутник».
Оценки размера сохраняемого трафика:
- Разъяснение Минкомсвязи, опубликованное в пятницу вечером[59][60]:
  - с 1 июля 2018 года — 1 петабайт (ПБ) хранения на каждый 1 Гбит/с пропускной способности узла связи
  - с 1 января 2019 года — 2 петабайта (ПБ) хранения на каждый 1 Гбит/с пропускной способности узла связи

Оценки суммарных пропускных способностей сетей передачи данных.
- Некоторые сотовые операторы России: более 1,5 Тбит/сек или более 8 Тбит/сек. Всероссийские оценки — не менее 30 Тбит/с[59].

Из этих данных:
- Всероссийские объёмы хранения трафика: 30 — 60 эксабайт[59].
- Отдельные сотовые операторы России: 150—200 петабайт[59].

В начале декабря 2019 года российские СМИ сообщили о закупке операторами связи и интернет-компаниями оборудования у "Ростеха" на сумму более чем 10 млрд рублей (система хранения данных "Купол").

### Крупнейшие хранилища данных
В 2011 году было объявлено о постройке компанией IBM для неназванного заказчика крупнейшего на тот момент хранилища данных размером 120 петабайт, а в 2014 году компания Backblaze объявила о вводе в эксплуатацию хранилища данных объёмом до 500 петабайт, построенного в Калифорнии неподалёку от Сакраменто (на ноябрь 2013 — 75 петабайт).
Крупнейший Дата-центр АНБ в штате Юта (2013 год), по реалистичным оценкам, мог бы хранить до 3-12 эксабайт (3000-12 000 петабайт).
В России в 2015 году были созданы хранилища данных в интересах ФНС (2 петабайта с потенциалом до 10) и Минфина (до 5 петабайт).

## Петиции и протесты против закона Яровой
12 апреля 2016 года было получено отрицательное экспертное заключение Совета при Президенте Российской Федерации по развитию гражданского общества и правам человека на законопроект.
23 июня 2016 года на сайте РСЕХБ появилось обращение председателя Российского Союза ЕХБ Алексея Васильевича Смирнова к президенту России с просьбой не подписывать законопроект № 1039149-6 «О внесении изменений в отдельные законодательные акты Российской Федерации в части установления дополнительных мер противодействия терроризму и обеспечения общественной безопасности». Под этим обращением был размещён призыв присоединиться к петиции путём её подачи Президенту России.
На следующий день после подписания этого законопроекта Путиным на сайте Российской общественной инициативы появилась петиция, призывающая отменить этот закон, набравшая за первый день более 10 000 подписей, что является удивительным промежуточным успехом, и в итоге меньше чем за месяц набрала все 100 000 подписей, необходимых для рассмотрения инициативы. 16 августа 2016 года инициатива была направлена руководителю экспертной рабочей группы при правительстве министру по вопросам Открытого правительства М. Абызову. 19 января 2017 года экспертная рабочая группа сочла недопустимой отмену так называемого «закона Яровой». «Недопустима отмена фундаментального закона, защищающего россиян от глобальной террористической угрозы, в угоду интересов отдельной группы коммерсантов» — указано в перечне выводов по итогам заседания, на котором обсуждалась петиция об отмене «закона Яровой».
На сайте change.org петиция за отмену закона Яровой набрала более 500 тыс. подписей.
Руководитель некоммерческой организации «Общество защиты интернета» Леонид Волков подал в мэрию Москвы уведомление о проведении митинга 26 июля 2016 года против этого закона возле здания Роскомнадзора. Идею такого митинга поддержали Дмитрий Мариничев, Роскомсвобода и Пиратская партия России. Было анонсировано проведение митингов против этого закона в Санкт-Петербурге, Уфе, Екатеринбурге, Новосибирске, Саратове и Сыктывкаре.
Сначала московские власти разрешили проведение митинга в этот день, но изменили место его проведения — на площади Яузские ворота. Организатор митинга Леонид Волков объяснил своё согласие на изменение места проведения митинга тем, что новое место для митинга находится прямо под окнами [цитата Волкова] "царь-квартиры Игоря Шувалова", однако позже мэрия Москвы отозвала своё разрешение на том основании, что в этом же месте в то же самое время согласовано проведение какого-то другого публичного мероприятия. Этот отказ в проведении митинга был безуспешно оспорен в Тверском районном суде Москвы.
26 июля 2016 немногочисленные митинги против этого закона прошли также в следующих городах России:
| Город        | Число участников митинга |
| ------------ | ------------------------ |
| Новосибирск  | 200                      |
| Екатеринбург | 150                      |
| Волгоград    | 80                       |
| Уфа          | 70                       |
| Курган       | 20                       |
| Барнаул      | 10                       |

## Аналоги
С 2006 по 2014 год в ЕС действовала так называемая Директива о хранении данных, предписывающая хранить минимум шесть месяцев метаданные (сведения о факте передачи информации: номера телефонов, с которых совершались звонки, IP-адреса, данные о базовых станциях, поблизости от которых находился абонент, и т. п.). В 2014 г. Европейский суд отменил эту директиву, и подобный вопрос в дальнейшем стал регулироваться только национальными законодательствами.
В Великобритании в 2014 г. парламент одобрил Data Retention and Investigatory Powers Act 2014, обязывающий операторов связи хранить метаданные, но закон был оспорен в Высоком суде Лондона и суде Европейского союза. Стоимость создания и эксплуатации инфраструктуры для сбора и хранения метаданных в Великобритании оценивается в 170—180 млн £ за 10 лет. Однако British Telecom, занимающая 32 % британского рынка операторов связи, полагает, что в такую сумму обойдется только инфраструктура для неё одной.
До начала 2016 г. в Германии операторы должны были хранить метаданные шесть месяцев, в начале 2016 г. в стране вступили в силу положения, снизившие срок хранения данных до 10 недель. Кроме того, сокращен перечень случаев, в которых правоохранительные органы могут истребовать эти данные.
В Австралии с октября 2015 г. операторы должны хранить метаданные за последние два года. С учётом размера населения в 23 млн человек программа по сбору метаданных обходится в 400 млн австралийских долларов, операционные расходы — по 4 австралийских доллара на абонента в год. Правительство выделило 131 млн австралийских долларов в качестве грантов операторам связи на создание инфраструктуры, но не будет компенсировать операционные расходы.
Бывший сотрудник спецслужб Эдвард Сноуден в 2013 г. передал СМИ информацию о разработанной Национальным агентством безопасности США системе PRISM, позволяющей негласно собирать любую информацию, передаваемую по сетям электросвязи. По оценкам The Washington Post, ежедневно системы сбора информации АНБ перехватывали и записывали около 1,7 млрд телефонных разговоров и электронных сообщений и около 5 млрд записей о местонахождении и передвижениях владельцев мобильных телефонов по всему миру.